# Eupatorium lysimachioides
Eupatorium lysimachioides là một loài thực vật có hoa trong họ Cúc. Loài này được Chodat mô tả khoa học đầu tiên năm 1902.